# Carlos Huneeus Madge
Carlos Huneeus Madge (Santiago, 1947) es un abogado, profesor y diplomático chileno.

## Primeros años de vida
Es hijo de Tomás Huneeus Eastman y de Edith Madge Barahona.
Egresó del Liceo Alemán de Santiago. Hizo estudios de Derecho en la Universidad de Chile y obtuvo un Master of Arts en la Universidad de Essex. En 1980 fue promovido en Ciencia política en la Universidad de Heidelberg. En 1985 y 1986 fue profesor visitante en la Universidad de Siena. 
Está casado con la propietaria de la Encuestadora MORI, Marta Lagos Cruz-Coke, hija de Marta Cruz-Coke, y tienen hijos.

## Vida pública
Entre 1986 y 2004 fue profesor Asistente del Departamento de Ciencias Políticas de la Pontificia Universidad Católica de Chile. En 1989 fue profesor invitado de la Universidad de Columbia. Durante el gobierno de Patricio Aylwin entre 1990 y 1994, fue designado embajador de su país en Alemania, en la ciudad de Bonn.
Desde agosto de 2003 es profesor en el Instituto de Estudios Internacionales, Universidad de Chile, y el director general del instituto de Sondeo de opinión en el Centro de Estudios de la Realidad Contemporánea.
Actualmente es Profesor Titular de la Facultad de Derecho de la Universidad de Chile.

## Obras
- La Unión de Centro Democrático y la Transición a la Democracia en España, Centro de Investigaciones Sociológicas, 1985.
- El régimen de Pinochet, Penguin Random House, 2000.
- Chile un país dividido: La actualidad del pasado, Catalonia, 2003.
- Las elecciones chilenas de 2005: Partidos, coaliciones y votantes en transición, en colaboración con Alan Angell, 2007.
- La guerra fría chilena: Gabriel González Videla y la Ley Maldita, Debate, 2009.
- La democracia semisoberana: Chile después de Pinochet, Debate, 2014.
- Eduardo Frei Montalva: un gobierno reformista. A 50 años de la ''revolución en libertad'', Editorial Universitaria, 2016.